# Васил Запрев
Васил Христов Запрев е български революционер, деец на Вътрешната македонска революционна организация.

## Биография
Васил Запрев е роден в град Кукуш, тогава в Османската империя, днес в Гърция. Присъединява се към ВМРО като четник в кукушката чета. След убийството на Александър Протогеров през 1928 година застава на страната на протогеровистите. Участва в Протогеровистката експедиция към Петрички окръг от същата година в четата на Борис Изворски, при която е заловен и убит.
- Писмо от заловените Борис Изворски, Георги Наков, Борис Козов, Пандо Кицов, Васил Запрев, Паско (Спас) Вергов, Спас Стоянов и Христо Андонов до Георги Баждаров, Кирил Пърличев, Наум Томалевски, Перо Шанданов и Мишо Шкартов от „По стъпките на Стоян Мишев и Тодор Паница“.